# Фонд имени Макса Планка в поддержку международного мира и правового государства
Фонд им. Макса Планка в поддержку международного мира и правового государства (нем. Max-Planck-Stiftung für Internationalen Frieden und Rechtstaatlichkeit) является некоммерческой организацией, которая занимается юридическими консультациями и оказывает образовательные услуги в конфликтных регионах и государствах, переживающих период трансформации. Фонд был основан в январе 2013 в качестве дочерней организации Общества им. Макса-Планка и расположен в Гейдельберге.

## Сферы деятельности
Основными областями деятельности Фонда являются продвижение мира, правового государства и прав человека, а также развития понимания зарубежных правовых культур и исследования в области международного права и зарубежного публичного права. Основополагающие принципы деятельности Фонда — это научность, политическая нейтральность и независимость. В настоящее время Фонд проводит консультационные и образовательные проекты в Афганистане, Йемене, Кыргызстане, Мьянме, Сомали, Судане, Южном Судане и Того. При этом Фонд сотрудничает не только с государственными учреждениями, но и с организациями гражданского общества в тех странах, где реализуются проекты.

### Консультации
Фонд поддерживает государства при развитии и реализации структур правового государства. Данная поддержка оказывается, к примеру, посредством консультирования конституционных органов, министерств, парламентов и высших судов. Кроме государственных учреждений, Фонд поддерживает также и неправительственные и другие независимые
организации. Консультационная деятельность Фонда зачастую связана с образовательными проектами. Важную роль играет сравнительный анализ права. Посредством анализа способов решения определённых проблем в различных странах эксперты Фонда получают возможность передавать целевой группе проекта необходимые знания, чтобы найти пути решения схожих проблем.
Наряду с поддержкой при развитии и реализации структур правового государства Фонд исполняет роль посредника при разрешении конфликтов.

### Образование и повышение квалификации
Фонд предлагает различные мероприятия по образованию и повышению квалификации на разные темы, чаще всего юридические. Целевой аудиторией являются в первую очередь лица, ответственные за принятие решений, — такие, как депутаты, судьи и чиновники министерств, а также представители гражданского общества — адвокаты и преподаватели высших учебных заведений.

### Фундаментальные исследования
В дополнение к консультационным и образовательным проектам Фонд занимается также фундаментальными исследованиями и вносит таким образом вклад в построение научных теорий в области развития мира и правового государства. В настоящее время Фонд проводит исследования в области конституционных трансформаций в арабских государствах, правового плюрализма и борьбе с коррупцией.

## Основание Фонда
Своё начало деятельность Фонда берет в рабочей группе Wissenstransfer в Институте зарубежного публичного и международного права (нем. Max-Planck-Institut für ausländisches öffentliches Recht und Völkerrecht). С 2002 года группа неустанно развивалась и расширялась под руководством профессора Рюдигер Вольфрума. Международно признанные проекты группы реализуются Фондом с января 2013.

## Организация
В 2013 году в Фонде работали около тридцати человек. Научные сотрудники Фонда планируют проекты в различных странах на определенные темы и реализуют эти проекты в тесном сотрудничестве с организациями на месте.
Фондом управляют генеральные директора́ Тильманн Рёдер и Рюдигер Вольфрум, которые определяют основные направления развития Фонда, а также решают основополагающие вопросы исследовательской и проектной деятельности, касающиеся Фонда.
Фонд финансируется, главным образом, из федерального бюджета, из которого выделяются проектные средства, а также организациями международного сотрудничества (Программа развития ООН, Европейское ведомство по сотрудничеству). Наконец, в бюджет Фонда вливаются и частные пожертвования.
В июне 2013 немецкие сотрудники Фонда совместно с афганскими коллегами основали в Кабуле Организацию Хамиды Бармаки по законности и верховенству права, которая участвует в качестве партнёра в реализации всех проектов Фонда в Афганистане.